# Graham-Paige

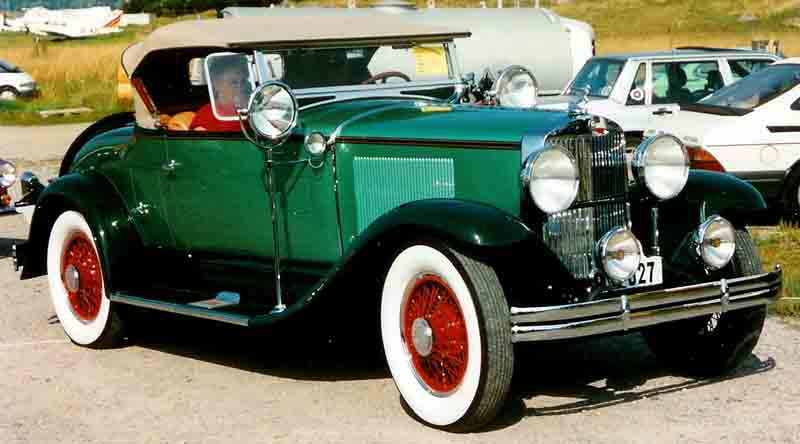
Graham 827

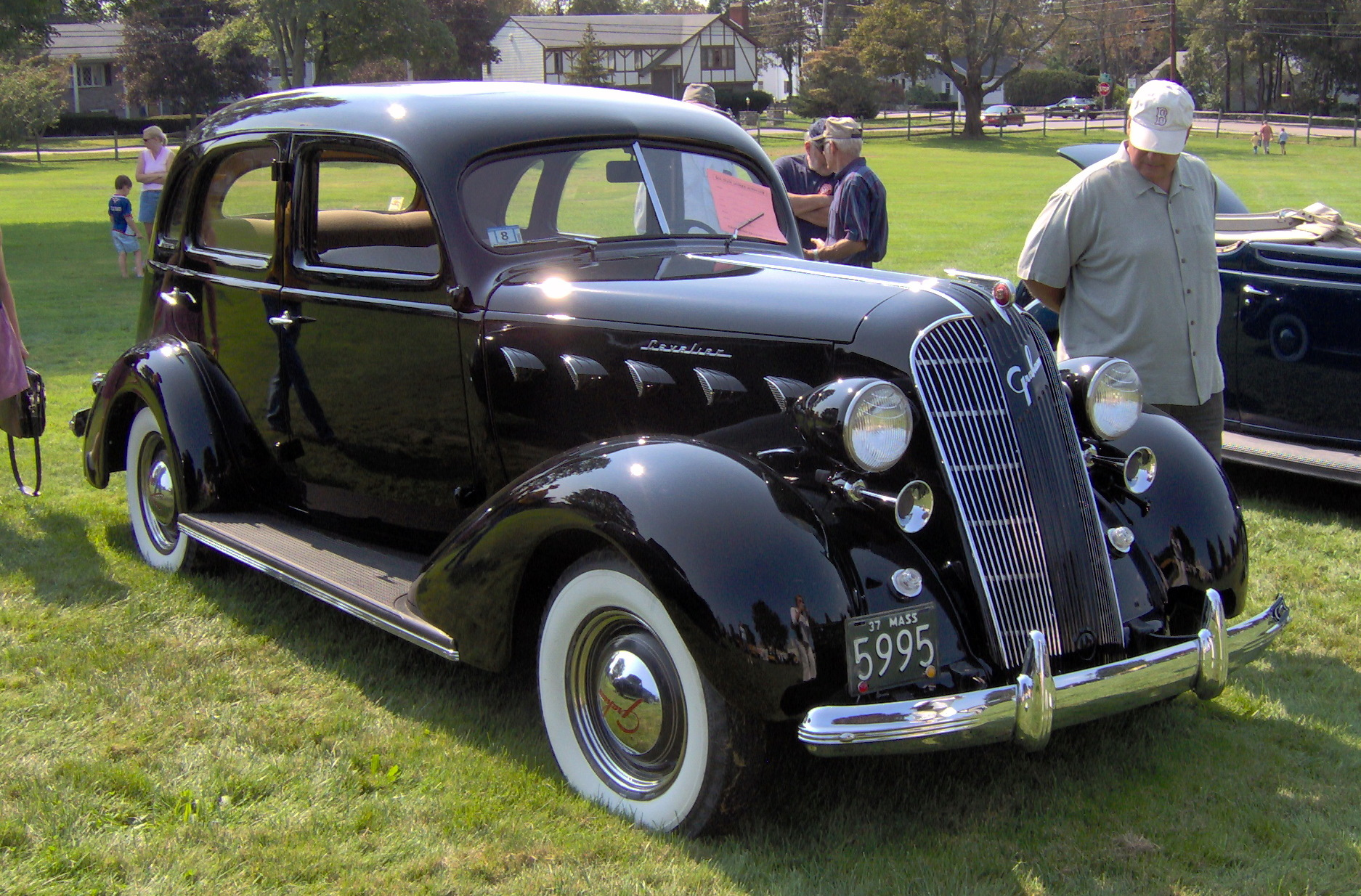
Graham Cavalier

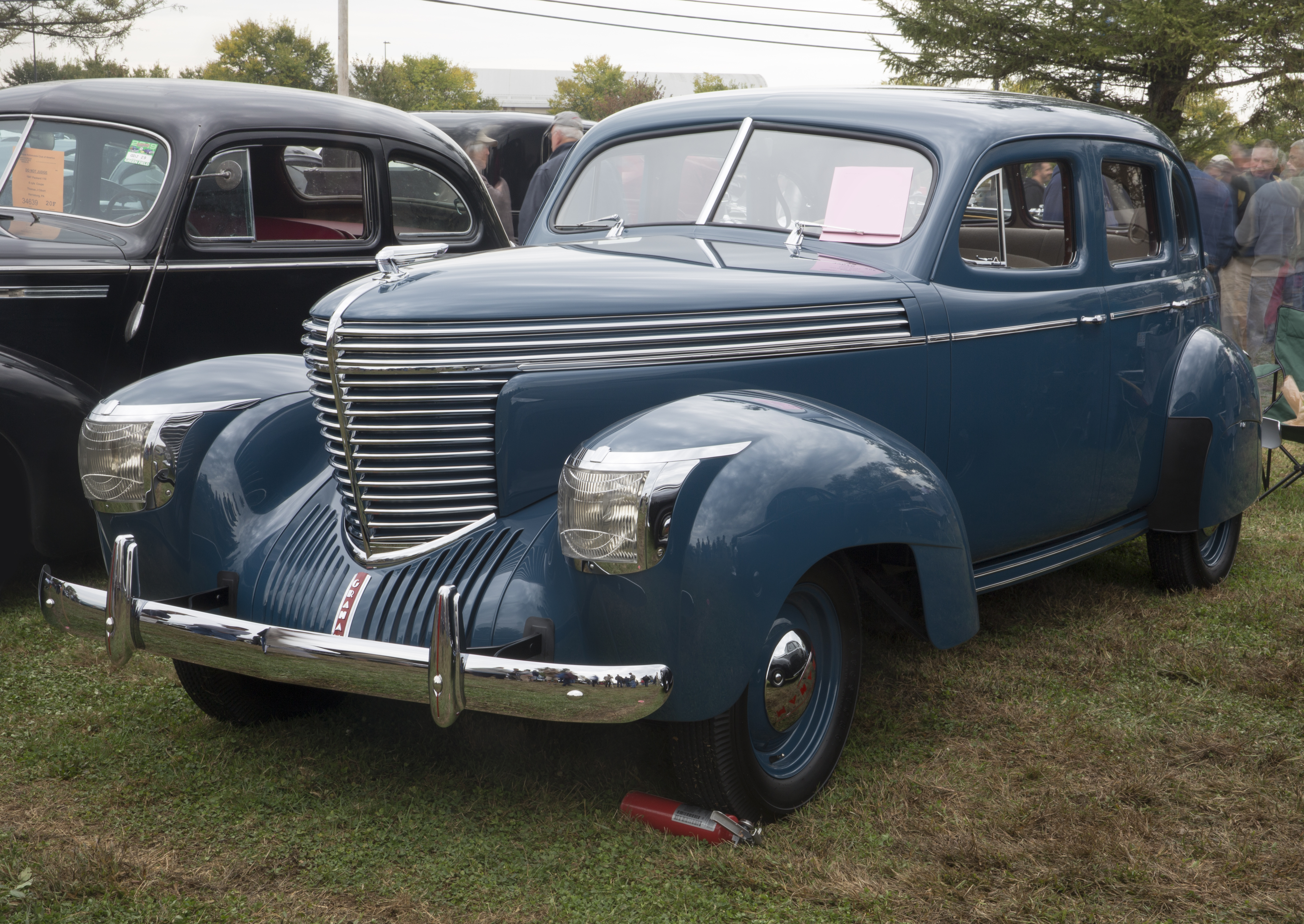
Graham 97

Graham-Paige Motors Corporation – amerykański producent samochodów osobowych z siedzibą w Detroit działający w latach 1927–1947.

## Historia
Przedsiębiorstwo Graham-Paige założone zostało w 1927 roku przez trójkę amerykańskich braci z Detroit: Josepha, Raya i Roberta Grahamów. Po sukcesie ich przedsięwzięcia w branży produkcji szkła zdecydowali się zainwestować środki w produkcję samochodów. Na początek firma wdrożyła do sprzedaży autorski projekt niewielkiej ciężarówki Graham-Paige Truck, by w 1928 roku zmienić profil działalności i skoncentrować się na niewielkich samochodach osobowych o oznaczeniach numerycznych wraz z wdrażaniem kolejnych modyfikacji wraz z postępującym rokiem modelowym.
W 1930 roku przedsiębiorstwo zdecydowało się skrócić markę oferowanych przez siebie samochodów do po prostu Graham, urozmaicając nazewnictwo swoich samochodów o kombinacje alfanumeryczne. Przy okazji wdrożenia do produkcji modelu 97 w 1938 roku, samochody Graham nabrały charakterystycznych łukowatych kształtów z wyraźnie zarysowanymi nadkolami i nieregularnie ukształtowanym pasem przednim.

### Kaiser-Frazer
Produkcja samochodów marki Graham dobiegła końca w 1940 roku, kiedy to historię przedsiębiorstwa przerwała II wojna światowa. Po jej zakończeniu, w 1947 roku władzę nad firmą przejął doświadczony menedżer branży motoryzacyjnej Joseph Frazer, który wszedł w kooperatywę z przedsiębiorcą Henrym J. Kaiserem. W rezultacie fuzji powstał nowy podmiot o nazwie Kaiser-Frazer, nazwany na cześć pomysłodawców.

## Modele samochodów

### Historyczne
- Truck (1924–1930)
- 610 (1928)
- 835 (1928)
- 621 (1929)
- 827 (1929)
- 612 (1929)
- 615 (1929)
- 837 (1929)
- 621 (1931)
- 57A (1933)
- 68 (1934)
- 110 (1936)
- 116 (1937)
- 97 (1938–1939)
- 96 (1939)
- 107 (1939)
- 108 (1940)
- Hollywood (1940)